# Heungkuk Life
Heungkuk Life Insurance Co, Ltd.(tiếng Hàn: 흥국생명, thành lập vào năm 1950) là một công ty bảo hiểm Hàn Quốc có trụ sở chính nằm ở Seoul, Hàn Quốc.

## Thông tin
Nó là một phần của Tập đoàn Taekwang, chaebol lớn thứ 40 tại Hàn Quốc. Bộ phận bảo hiểm nhân thọ của công ty kiểm soát một phần lớn thị trường thẻ điện thoại Hàn Quốc.

## Đối thủ
- Kyobo Life
- Dongbu Life
- Samsung Life Insurance
- SK Life
- AIG Korea Insurance
- Tongyang Life
- Korea Life Insurance
- PCA Life Korea
- ING Life Korea

## Liên kết
- Trang chủ Heungkuk Life (tiếng Hàn)